# باشگاه فوتبال ایندپندینته

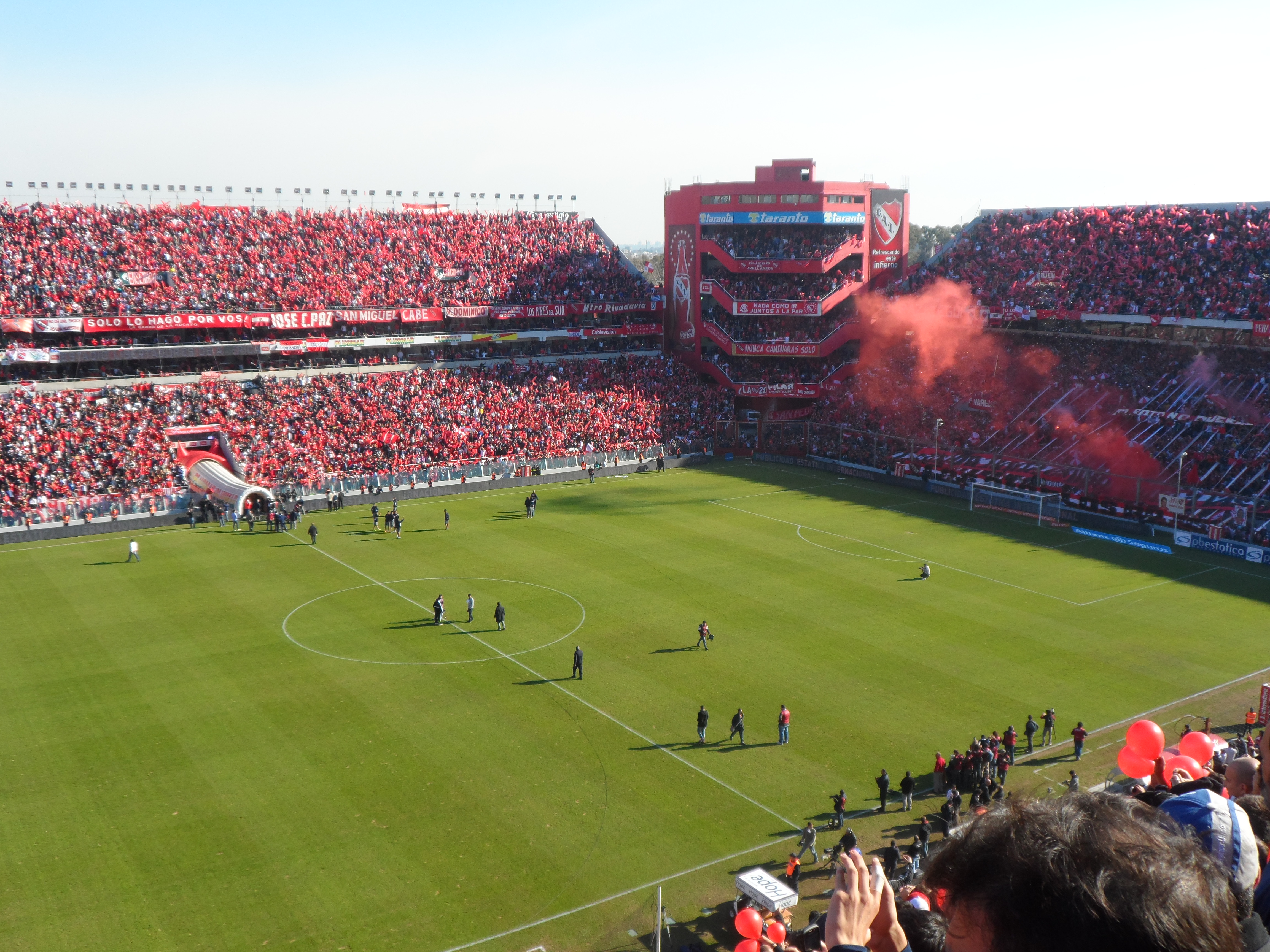

باشگاه اتلتیکو ایندپندینته (به اسپانیایی: Club Atlético Independiente) یک باشگاه ورزشی - فوتبالی در آرژانتین است که در شهر آویاندا قرار دارد.
این باشگاه در ۴ اوت ۱۹۰۴ میلادی تأسیس شده‌است و سابقه ۱۶ قهرمانی دسته برتر فوتبال آرژانتین را دارد.

## افتخارات

### داخلی
- دسته برتر فوتبال آرژانتین (۱۶): ۱۹۲۲ Aam, ۱۹۲۶، ۱۹۳۸، ۱۹۳۹، ۱۹۴۸، ۱۹۶۰، ۱۹۶۳، ۱۹۶۷ ناسیونال، ۱۹۷۰ متروپولیتانو، ۱۹۷۱ متروپولیتانو، ۱۹۷۷ ناسیونال، ۱۹۷۸ ناسیونال، ۱۹۸۳ متروپولیتانو، ۱۹۸۸–۸۹، ۱۹۹۴ کلاسورا، ۲۰۰۲ آپرتورا

### بین‌المللی
- جام بین قاره‌ای (۲): ۱۹۷۳، ۱۹۸۴
- جام لیبرتادورس (۷): (رکورد)۱۹۶۴، ۱۹۶۵، ۱۹۷۲، ۱۹۷۳، ۱۹۷۴، ۱۹۷۵، ۱۹۸۴

## نگارخانه

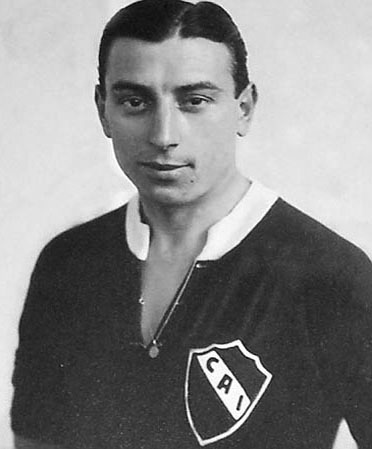
رایموندو اورسی
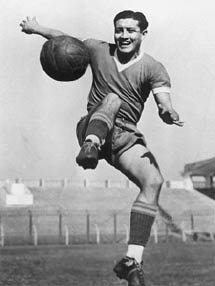
آرسنیو اریکو
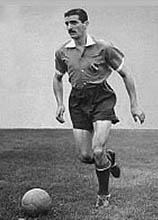
ویسنته ده لا ماتا
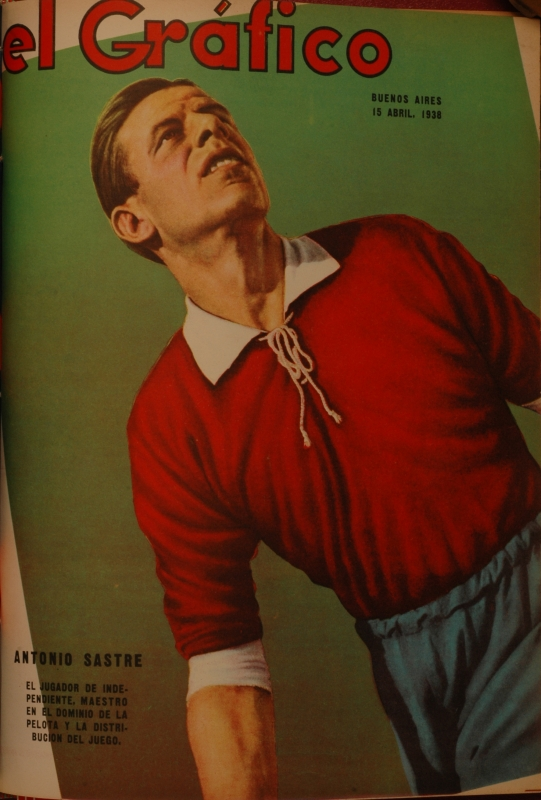
آنتونیو ساستر
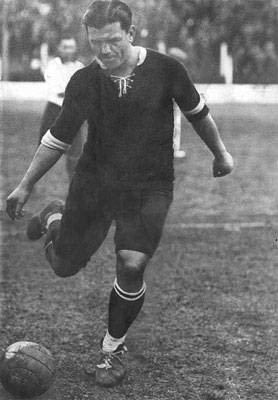
مانوئل سوانه
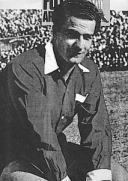
ارنستو گریلو
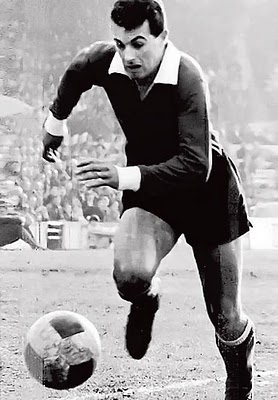
رائول برنائو
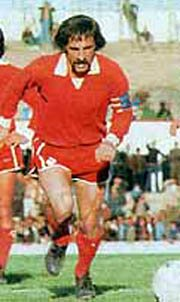
ریکاردو پاوونی
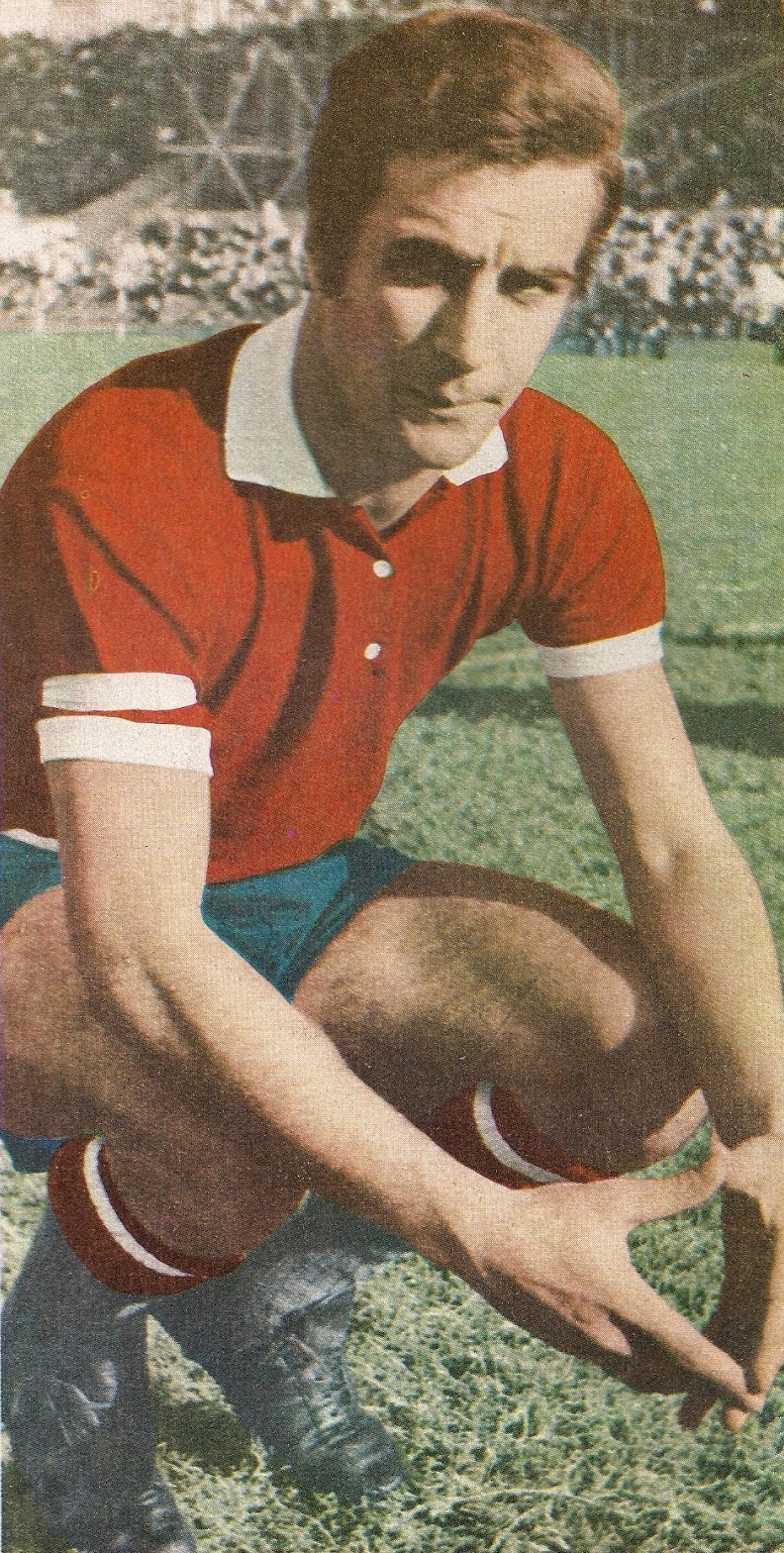
خوزه عمر پاستوریزا
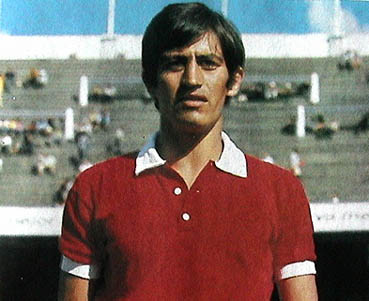
هکتور یازالده